# Кондезег
Кондезег (фр. Condezaygues) насеље је и општина у југозападној Француској у региону Аквитанија, у департману Лот и Гарона која припада префектури Вилнев сир Лот.
По подацима из 2011. године у општини је живело 848 становника, а густина насељености је износила 78,45 становника/km². Општина се простире на површини од 10,81 km². Налази се на средњој надморској висини од 74 метара (максималној 172 m, а минималној 56 m).

## Демографија
| 1962. | 1968. | 1975. | 1982. | 1990. | 1999. | 2011. |
| ----- | ----- | ----- | ----- | ----- | ----- | ----- |
| 618   | 725   | 731   | 858   | 869   | 837   | 848   |

График промене броја становника у току последњих година